# Tantum ergo, WAB 32
Le Tantum ergo (« Un tel Sacrement »), WAB 32, est la première des huit mises en musique de l'hymne Tantum ergo composée par Anton Bruckner en 1845.

## Historique
Bruckner a composé ce motet en automne de 1845, à la fin de son séjour à Kronstorf ou au début de son séjour à l'abbaye de Saint-Florian.
Le manuscrit original, qui était dédié à l'abbaye de Saint-Florian, est archivé à l'abbaye. Une copie faite par l'étudiant de Bruckner, Oddo Loidol est archivée à l'abbaye de Kremsmünster.
Le motet a d'abord été publié sans les mesures optionnelles comme Pange lingua par Wöss, Édition Universelle avec le Vexilla regis en 1914 – la raison pour laquelle Grasberger l'a classé comme WAB 32, après le Pange lingua, WAB 31. La version complète (avec les mesures optionnelles)  est éditée dans le Volume XXI/7 de la Bruckner Gesamtausgabe.

## Musique
L'œuvre de 38 mesures (36 mesures + un Amen de 2 mesures) en ré majeur est conçue pour chœur mixte a cappella. Les mesures 23 à 34, que Bruckner avait mises mises comme optionnelles, ne figuraient pas dans la première édition.
Ce premier Tantum ergo, qui procure un sentiment de pureté angélique, est de style schubertien. La première partie très conventionnelle en ré majeur est suivie par une deuxième partie, qui évolue via la tonalité mineure correspondante (fa dièse mineur) vers la coda en ré majeur.

## Discographie
Le premier enregistrement de ce Tantum ergo a eu lieu en 1993 :
- Joseph Pancik, Prager Kammerchor, Anton Bruckner: Motetten / Chorale-Messe – CD : Orfeo C 327 951 (première strophe uniquement sans les mesures optionnelles)

Il y une dizaine d'enregistrements, dont cinq avec la partition d'origine complète :
- Jonathan Brown, Chœur de l'Abbaye d'Ealing,  Anton Bruckner: Sacred Motets – CD : Herald HAVPCD 213, 1997
- Erwin Ortner, Arnold Schoenberg Chor, Anton Bruckner: Tantum ergo - CD : ASC Édition 3, édité par la chorale, 2008
- Sigvards Klava, Latvian Radio Choir, Bruckner: Latin Motets, 2019 – CD Ondine OD 1362
- Tristan Meister, Jugendchor Hochtaunus, Nightfall - Sacred Romantic Part Songs – CD : Rondeau ROP6180, 2019
- Andrew Lucas, St Albans Cathedral Choir, Bruckner − Motets − CD : LC 18236, 2022

## Sources
- Max Auer, Anton Bruckner als Kirchenmusiker, G. Bosse, Ratisbonne, 1927
- Anton Bruckner – Sämtliche Werke, Band XXI: Kleine Kirchenmusikwerke, Musikwissenschaftlicher Verlag der Internationalen Bruckner-Gesellschaft, Hans Bauernfeind et Leopold Nowak (Éditeurs), Vienne, 1984/2001
- Cornelis van Zwol, Anton Bruckner 1824-1896 – Leven en werken, uitg. Thot, Bussum, Pays-Bas, 2012.  (ISBN 978-90-6868-590-9)